# Kyss mig
Kyss mig (Kus mij) is een Zweedse romantische dramafilm uit 2011 geschreven en geregisseerd door Alexandra-Therese Keining en geproduceerd door Josefin Tengblad.

## Verhaal
Architecte Mia staat op het punt te trouwen met Tim, die ook haar zakenpartner is. Intussen viert ook haar vader een verlovingsfeest, waar Mia haar nieuwe stiefzus Frida ontmoet, de openlijk lesbische dochter van haar vaders nieuwe verloofde. De twee vrouwen ontwikkelen sterke gevoelens voor elkaar.

## Rolverdeling
| Acteur              | Personage |
| ------------------- | --------- |
| Ruth Vega Fernandez | Mia       |
| Liv Mjönes          | Frida     |
| Krister Henriksson  | Lasse     |
| Lena Endre          | Elisabeth |
| Joakim Nätterqvist  | Tim       |
| Tom Ljungman        | Oskar     |
| Josefin Tengblad    | Elin      |

## Prijzen en nominaties
De belangrijkste:
| Jaar | Prijs     | Categorie                | Genomineerde(n) | Uitslag     |
| ---- | --------- | ------------------------ | --------------- | ----------- |
| 2012 | Guldbagge | Beste vrouwelijke bijrol | Liv Mjönes      | Genomineerd |